# Anna Cathcart
Anna Cathcart (Richmond, 16 giugno 2003) è un'attrice canadese, nota principalmente per il ruolo di Dizzy nel film di Descendants e per quello di Kitty in XO, Kitty.

## Carriera
Nel 2016 ottiene il suo primo ruolo in Odd squad dove interpreta Olympia. 
Nel 2017 ottiene un ruolo nel film fantasy di Disney Channel Descendants 2 e in Descendants 3 dove interpreta Dizzy Tremaine. 
Nel 2018 ottiene il ruolo di Kitty Song Covey in Tutte le volte che ho scritto ti amo.
Ruolo che interpreta anche nei sequel P. S. Ti amo ancora, uscito il 12 febbraio del 2020, e in Tua per sempre (2021), e nella serie TV XO, Kitty che la vede protagonista su Netflix.

## Filmografia

### Cinema
- Tutte le volte che ho scritto ti amo (To All the Boys I've Loved Before), regia di Susan Johnson (2018)
- P. S. Ti amo ancora (To All the Boys: P.S. I Still Love You), regia di Michael Fimognari (2020)
- Tua per sempre (To All the Boys: Always and Forever, Lara Jean), regia di Michael Fimognari (2021)

### Televisione
- Odd squad – serie TV, 35 episodi (2016-in corso)
- Odd Squad: The Movie, regia di J.J. Johnson – film TV (2016)
- Descendants 2, regia di Kenny Ortega – film TV (2017)
- Dino Dana – serie TV, 2 episodi (2017)
- C'era una volta (Once Upon a Time) – serie TV, 2 episodi (2017-2018)
- Under the Sea: A Descendants Short Story, regia di Hasraf Dulull – cortometraggio TV (2018)
- Fast Layne – serie TV, 4 episodi (2019)
- Descendants 3, regia di Kenny Ortega – film TV (2019)
- Xo, Kitty - serie TV, 10 episodi (2023)

### Web
- Spring Breakaway, regia di Shannon Flynn (2019)
- Zoe Valentine – serie TV, 11 episodi (2019-in corso)

## Doppiatrici italiane
Nelle versioni in italiano delle opere in cui ha recitato, Anna Cathcart è stata doppiata da:
- Arianna Vignoli in Descendants 2, Under the Sea: A Descendants Story, Descendants 3
- Valentina Pallavicino in Tutte le volte che ho scritto ti amo, P.S. Ti amo ancora, Tua per sempre
- Alice Labidi in C'era una volta
- Martina Tamburello in Xo, Kitty

Da doppiatrice è sostituita da:
- Arianna Vignoli in Descendants - Il matrimonio reale